# 池田政範
池田 政範（いけだ まさのり）は、江戸時代後期の大名。備中国生坂藩6代藩主。

## 略歴
5代藩主・池田政恭の長男として誕生。幼名は全之丞。
文政5年（1822年）11月21日、父の隠居により家督を継ぐ。天保10年（1839年）正月23日、養嗣子の政和に家督を譲って隠居し、天保15年（1844年）3月27日に49歳で死去した。